# День усіх святих
День Усі́х Святи́х (грец. Κυριακὴ τῶν Ἁγίων Πάντων, лат. Sollemnitas Omnium Sanctorum, нім. Allerheiligen, англ. All Saints, фр. Toussaint) — християнське свято, день пам'яті всіх шанованих церквою святих. Термін «Усі святі» охоплює як канонізованих святих, так і тих, хто залишився невідомим за життя.

## У Католицькій церкві
Католицькою церквою День усіх святих відзначається 1 листопада. Це свято має найвищий ранг — ранг торжества. Крім того, воно входить до числа так званих «обов'язкових днів», коли всі віруючі неодмінно повинні відвідувати месу.
Спочатку свято всіх святих відзначалося 13 травня — на згадку про освячення папою Боніфацієм IV язичницького храму Пантеону в 609 або 610 році. Однак у VIII столітті папа Григорій III 1 листопада освятив одну з капел Собору святого Петра на честь усіх святих і змінив дату свята. Сто років потому папа Григорій IV присвоїв 1 листопада статус спільного для всієї Католицької церкви Дня всіх святих.
Вважається, що дата 1 листопада могла бути обрана тому, що в цей час кельти відзначали свято Самайн, яке було пов'язане, крім усього іншого, із шануванням мертвих. Першими почали відзначати пам'ять усіх святих 1 листопада англійські та ірландські християни, а потім цю дату вирішив перейняти і Рим. Язичницькі традиції Самайна знайшли своє відображення у святі Гелловін, що відмічається напередодні.
У низці країн світу (від Америки до Африки) католицький День всіх святих є офіційним вихідним днем на загальнодержавному рівні або в тих регіонах країни, де переважає християнське населення.

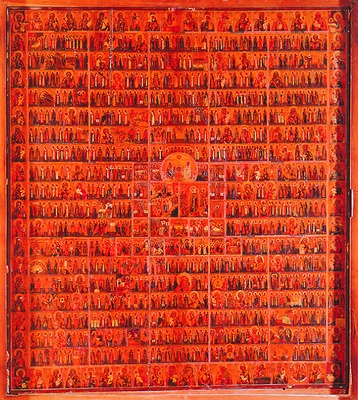
Ікона всіх святих (XIX ст., Афон)

## У Православній церкві
У Православній церкві День усіх святих (або Неділя усіх святих) святкується в першу неділю після П'ятидесятниці, тобто у восьму неділю після Великодня (Пасхи). Це свято завершує коло перехідних свят.

## Історія
У 609 чи 610 році 13 травня Папа Боніфацій IV освятив на честь Богородиці та всіх мучеників колишній язичницький храм Пантеон. 
13 травня став відзначатись як свято всіх святих.
У середині VIII століття Папа Григорій III освятив 1 листопада на честь всіх святих одну з капел Собору святого Петра і на честь цієї події пересунув дату святкування дня всіх святих на 1 листопада. 

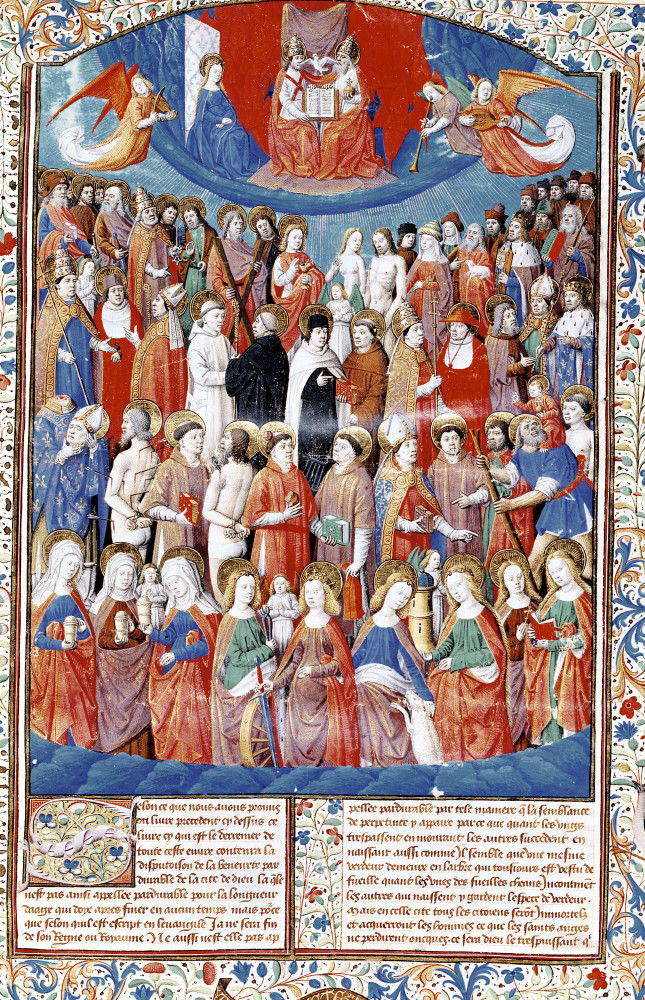
Ілюстрація до «De Civitate Dei» Августина, XV століття

Століттям пізніше Папа Григорій IV зробив 1 листопада спільним для всієї Католицької церкви святом на честь Усіх святих, а Карл Великий наказав відзначати це свято у всьому Франкському королівстві.